# Cercis griffithii
Cercis griffithii är en ärtväxtart som beskrevs av Pierre Edmond Boissier. Cercis griffithii ingår i släktet Cercis och familjen ärtväxter. Inga underarter finns listade i Catalogue of Life.